# Phyllanthus orbicularis
Phyllanthus orbicularis är en emblikaväxtart som beskrevs av Carl Sigismund Kunth. Phyllanthus orbicularis ingår i släktet Phyllanthus och familjen emblikaväxter. Inga underarter finns listade i Catalogue of Life.